# Paranthus crassus
Paranthus crassus is een zeeanemonensoort uit de familie Actinostolidae.
Paranthus crassus is voor het eerst wetenschappelijk beschreven door Carlgren in 1899.